# Rothschild (Wisconsin)
Rothschild é uma vila localizada no estado norte-americano de Wisconsin, no Condado de Marathon.

## Demografia
Segundo o censo norte-americano de 2000, a sua população era de 4970 habitantes.
Em 2006, foi estimada uma população de 5.197, um aumento de 227 (4,6%).

## Geografia
De acordo com o United States Census Bureau tem uma área de
17,8 km², dos quais 16,9 km² cobertos por terra e 0,9 km² cobertos por água.

## Localidades na vizinhança
O diagrama seguinte representa as localidades num raio de 12 km ao redor de Rothschild.